# Simone Duvalier
Simone Duvalier, född 1913, död 1997, var en haitisk presidentfru, känd som Mama Doc. Hon var gift med president François Duvalier och presidentfru 1957–1980. 